# Gustav Jäger (peintre)
Ne doit pas être confondu avec Gustav Jäger.
Gustav Jäger, né le 12 juillet 1808 à Leipzig et mort le 19 avril 1871 dans la même ville, est un peintre allemand, spécialisé dans la peinture murale, membre du mouvement nazaréen, groupe d'artistes rattachés au romantisme qui souhaitent refonder et revitaliser l'art par les valeurs spirituelles de la religion chrétienne.

## Biographie
Gustav Jäger, fils d'un teinturier de Leipzig, est formé à l'Académie des arts de Leipzig où il a pour professeur Veit Hanns Schnorr von Carolsfeld, puis brièvement à l'Académie de Dresde ; il s'installe à Munich en 1830, où il retrouve Julius Schnorr qui enseigne à l'Académie des beaux-arts de la ville. 
Il se rend à Rome en 1836-1837 et à Naples en 1837 ; il peint notamment à Rome le tableau Balaam et l'ange. En 1837, il retourne à Munich où il participe, sous la direction de Schnorr von Carolsfeld, à la décoration des appartements royaux (Königsbau) du palais de la Résidence, notamment la décoration des salles Habsbourg et Barberousse ainsi qu'aux petits décors de la salle Charlemagne.
Il peint une Mise au tombeau du Christ qui est exposée à Munich en 1845, puis au musée de Leipzig. 
En 1847, il est nommé directeur de l'Académie de Leipzig.
Il achève en 1848 le décor mural de la Chambre de Herder au château de Weimar, en s'inspirant des thèmes de la poésie de Johann Gottfried von Herder. En 1850, il succède à Schnorr pour réaliser l'une des grandes fresques de la quatrième salle du Nibelung au palais de la résidence à Munich. 
Jäger épouse le 1er mai 1851 Anna Christiane née Löschke (1827-1875) ; le couple a un fils, Johannes Jäger, pasteur à Kiebitz près d'Oschatz ; leur petit-fils, Gustav Johannes, dit Hans Jäger (de) (1887-1955), est peintre et graphiste.
Jäger meurt le 19 avril 1871 à Leipzig à l'âge de 62 ans.

## Œuvre

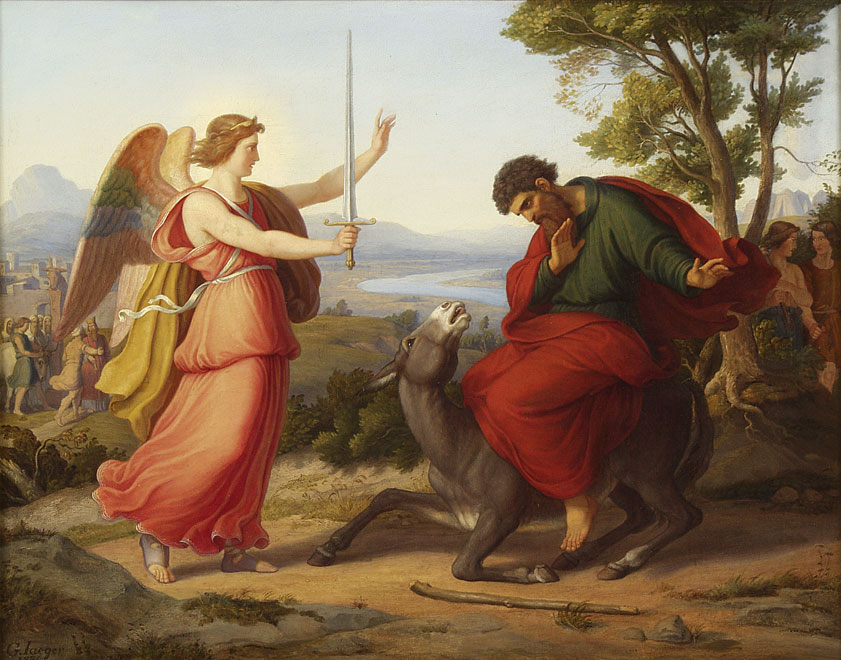
Balaam et l'ange, huile sur toile, 1836.

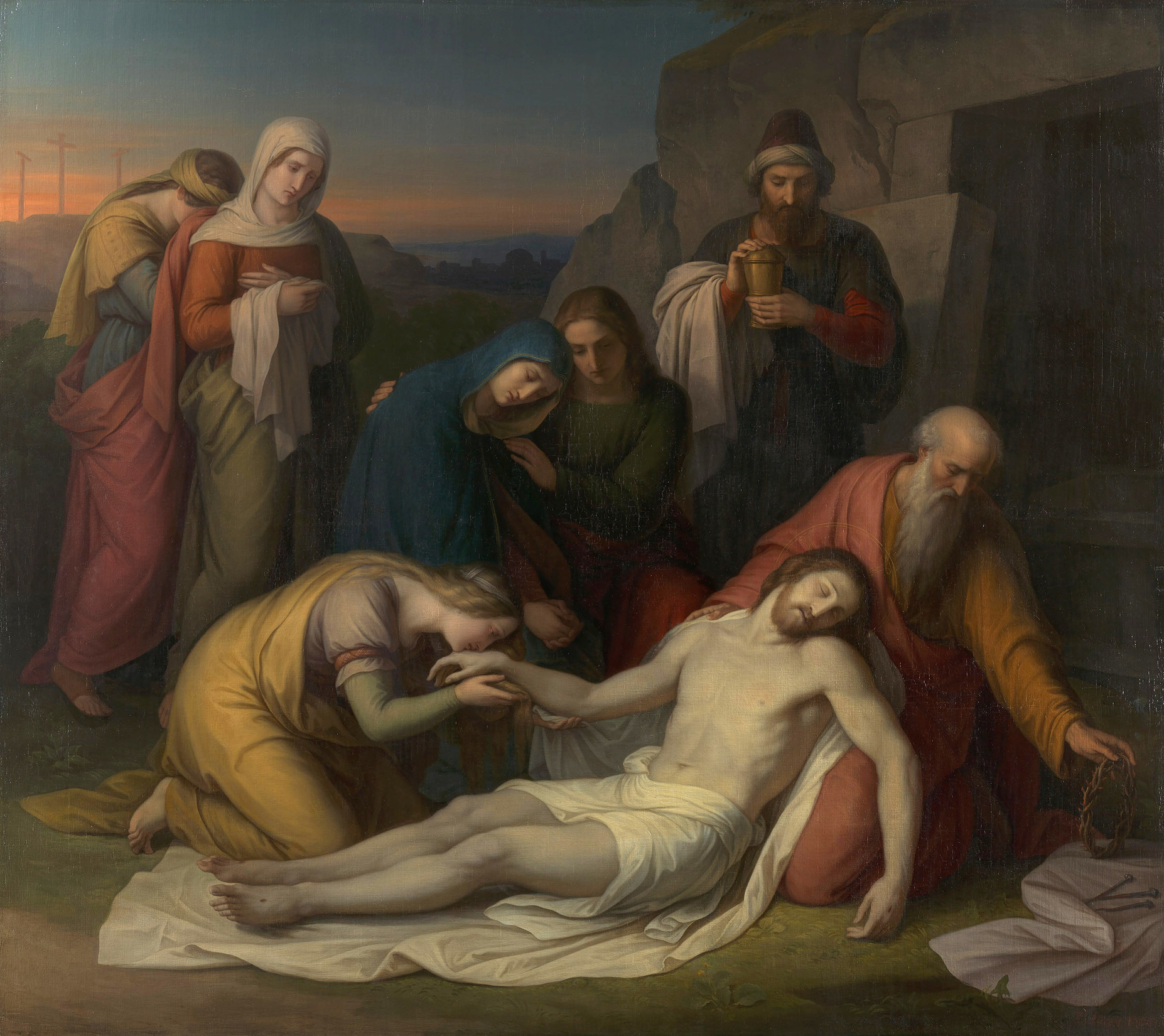
Mise au tombeau, huile sur toile, 1845, Royal Collection.

Spécialisé dans la peinture murale, Jäger a réalisé, outre celles de la résidence de Munich et du château de Weimar, des peintures dans les églises de Schönefeld (cycle de fresques : Moïse et Abraham, David avec les quatre prophètes, les quatre évangélistes, le Christ-roi) et de Klein-Pötzschau près de Leipzig.
Bien que plus à l'aise dans la peinture à fresque, il a peint plusieurs tableaux de chevalet, comme Madeleine aux pieds du Christ. Il réalise un vitrail Le Christ prince de la paix pour l'église du village de Rüdigsdorf près de Frohburg. 
A la fin des années 1830, il est chargé par l'éditeur Johann Friedrich Cotta d'illustrer une édition de luxe de la Bible, qui est publiée en 1850.